# Gudiyatham
Gudiyatham là một thành phố và khu đô thị của quận Vellore thuộc bang Tamil Nadu, Ấn Độ.

## Nhân khẩu
Theo điều tra dân số năm 2001 của Ấn Độ, Gudiyatham có dân số 91.376 người. Phái nam chiếm 50% tổng số dân và phái nữ chiếm 50%. Gudiyatham có tỷ lệ 71% biết đọc biết viết, cao hơn tỷ lệ trung bình toàn quốc là 59,5%: tỷ lệ cho phái nam là 78%, và tỷ lệ cho phái nữ là 64%. Tại Gudiyatham, 10% dân số nhỏ hơn 6 tuổi.